# Heinrich Rauß
Heinrich (Hans) Rauß (ur. 22 czerwca 1889 w Wiedniu) – austriacki zapaśnik walczący w stylu klasycznym. Olimpijczyk z Sztokholmu 1912, gdzie zajął dwunaste miejsce w wadze piórkowej.
Złoty medalista mistrzostw świata w 1911. Trzynasty na mistrzostwach Europy w 1909 roku.

## Letnie Igrzyska Olimpijskie 1912
| Konkurencja          | Rundy eliminacyjne     | Rundy eliminacyjne    | Rundy eliminacyjne | Rundy eliminacyjne        | Klas. końcowa |
| Konkurencja          | Przeciwnik I           | Przeciwnik II         | Przeciwnik III     | Przeciwnik IV             | Miejsce       |
| -------------------- | ---------------------- | --------------------- | ------------------ | ------------------------- | ------------- |
| 60 kg styl klasyczny | Kaarlo Koskelo (FIN) P | George Retzer (USA) Z | wolny los Z        | Ville Lehmusvirta (FIN) P | 12.           |